# Liên hiệp Brest

Bản đồ thể hiện tình hình tôn giáo tại Liên bang Ba Lan và Lietuva vào năm 1573

Liên hiệp Brest là một sự kiện diễn ra từ năm 1595–1596, theo đó các Giáo hội Chính thống giáo Đông phương chấp thuận cho các Hội thánh Chính thống giáo Đông phương ở xứ Ruthenia của Liên bang Ba Lan và Lietuva được công nhận quyền lãnh đạo tối cao của Giáo tông  nhưng vẫn giữ các nghi lễ phụng vụ Chính thống giáo Đông phương. Sự kiện này mở đường cho việc thành lập Giáo hội Quy nhất Ruthenia, tiền thân của Giáo hội Công giáo Hy Lạp Ukraina và Giáo hội Công giáo Hy Lạp Belarus.

## Bối cảnh
Kể từ năm 1054, tức sau cuộc ly giáo Đông–Tây, các Kitô hữu thân Roma và các Kitô hữu thân Byzantium chính thức cắt đứt liên hệ với nhau. Về sau, đã có nhiều nỗ lực hợp nhất các Kitô hữu Chính thống giáo Đông phương với Giáo hội Công giáo, điển hình là vào năm 1452, khi Tổng giáo chủ Isidor, Tổng giáo chủ Kiev (tại nhiệm 1437–1441, sau bị phế truất) tán thành cuộc liên hiệp Firenze năm 1439 và ước định bằng văn bản việc hiệp nhất Giáo hội Chính thống giáo Ruthenia với Giáo hội Công giáo.
Trong khoảng thời gian từ năm 1588 đến năm 1589, Thượng phụ Đại kết thành Constantinopolis khi đó là Ieremias II tông du khắp Đông Âu, cụ thể là Liên bang Ba Lan và Lietuva và Sa quốc Nga, nơi ông chính thức nhìn nhận Giáo hội Chính thống giáo Nga tại Moskva (vốn ly khai với Tòa Constantinopolis từ thập niên 1440) và tấn phong Tổng giáo chủ Iov thành Moskva làm Thượng phụ Chính thống giáo Đông phương Moskva và toàn Nga (tước hiệu do Tổng giáo chủ Isidor nắm giữ từ năm 1437 đến năm 1441). Thượng phụ Ieremias II cũng phế truất Tổng giáo chủ Kiev là Onesiphoros Divochka và tấn phong Đan viện trưởng Michael Rahoza làm Tổng giáo chủ Kiev, Galich và toàn Rus' (1441–1596) với sự cho phép của Vua Ba Lan Zygmunt III Waza.

### Đàm phán
Sau khi Thượng phụ Ieremias II rời nước Nga vào năm 1589, 4 trong số 9 giám mục Chính thống giáo Đông phương tại xứ người Ruthenia của Liên bang Ba Lan và Lietuva đã triệu tập một công nghị tại thành phố Brest và ký kết một bản tuyên bố về việc sẵn sàng hiệp thông với Giáo tông ở Roma.  Tất cả 33 điều ước về hiệp nhất đều được Giáo tông Sixtus V châu phê. Sau thành công ban đầu, cuộc Liên hiệp dần mất đi sự ủng hộ từ các giáo dân trong nhiều thập kỷ tiếp theo, chủ yếu do việc áp đặt chính sách liên hiệp lên các giáo xứ theo Chính thống giáo Đông phương và gián tiếp gây ra nhiều cuộc khởi nghĩa lớn.

#### Các giám mục không công nhận cuộc liên hiệp bao gồm
- Tổng giáo chủ Kiev, Galich và toàn Rus'
- Tổng giám mục Polotsk–Vitebsk
- Giám mục Smolensk
- Giám mục Volodimir-Brest
- Giám mục Przemyśl-Sambor-Sanok (chấp nhận liên hiệp vào năm 1692)

#### Các giám mục ký thỏa ước vào năm 1590[1]
- Giám mục Lutsk và Ostrog — Cyryl Terlecki[1]
- Giám mục Pinsk và Turov — Leoncjusz Pełczycki
- Giám mục Chełm — Dionizy Zbirujski
- Giám mục Lwów — Gedeon Bałaban